# Kanzelbuche

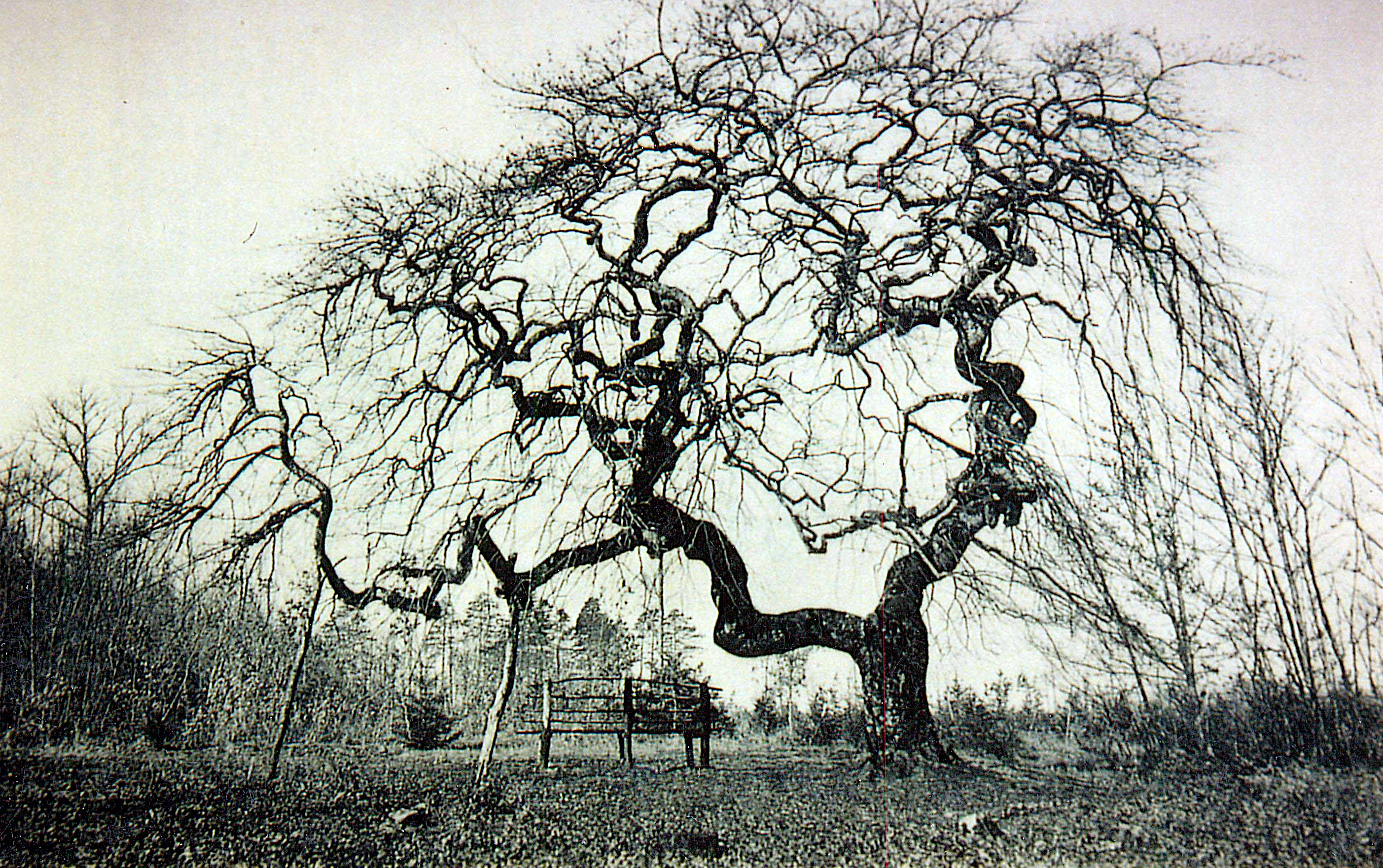
Kanzelbuche im Jahre 1910

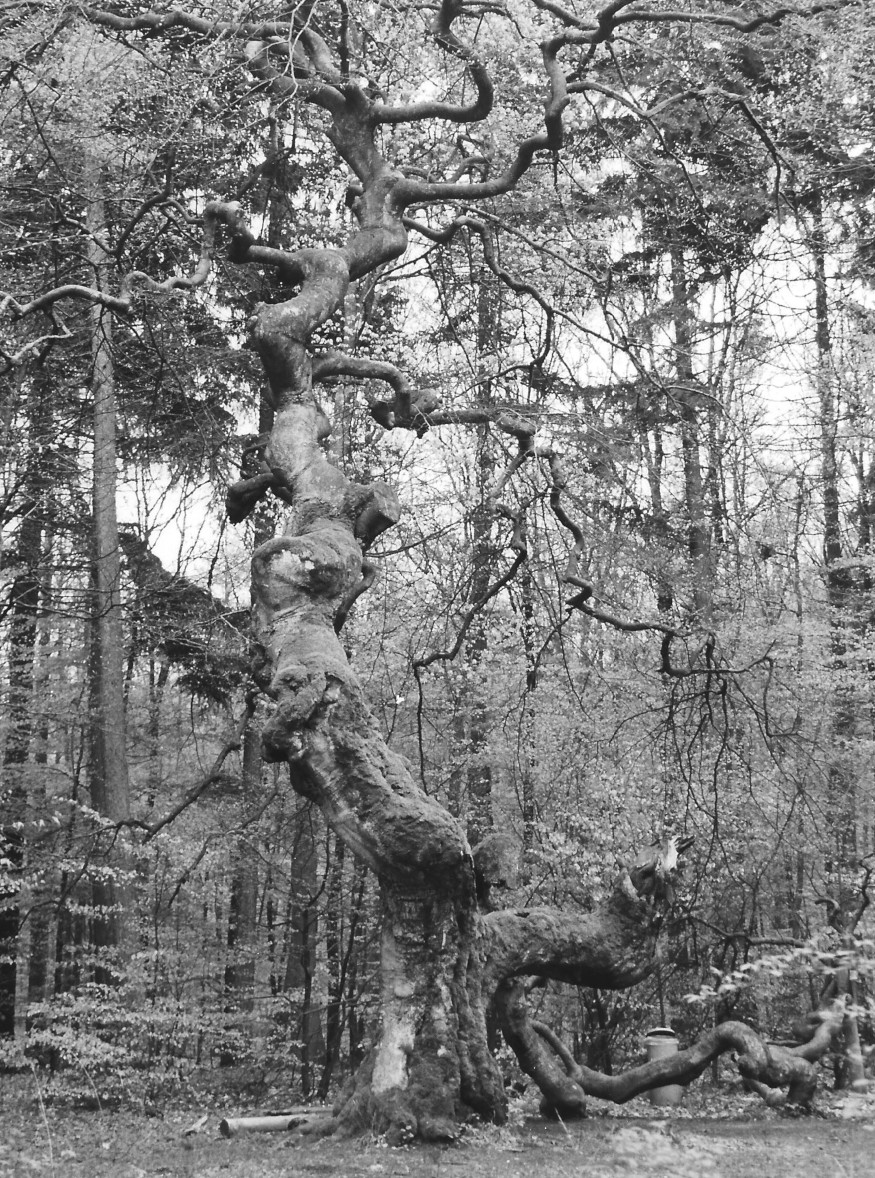
Reste der Kanzelbuche, Aufnahmedatum unbekannt

Die Kanzelbuche gehört zur Gattung der Süntel-Buche. Es handelt sich dabei um eine auffällige Mutation der Rotbuche.

## Weitere Namen
Im Volksmund wird die Kanzelbuche auch kurz „Kanzel“ oder „Teufelskanzel“ genannt, ohne dass sich diese Bezeichnungen sicher erklären lassen.

## Standort
Die Kanzelbuche stand in Baden-Württemberg im mittleren Höhenzug des Stromberg im Wald nahe der Kreisstraße K 1642 zwischen Sternenfels und Häfnerhaslach. Im Volksmund wird von der Sternenfelser Kanzelbuche gesprochen. Sie stand jedoch auf Gemarkung der Ortschaft Zaberfeld, direkt an der Gemarkungsgrenze zu Sternenfels.

## Geschichte
König Friedrich von Württemberg soll zu Beginn des 19. Jahrhunderts auf einer Jagd an die Kanzelbuche geführt worden sein. Er war vom besonderen Wuchs der Rotbuche beeindruckt und soll deren Erhaltung befohlen haben. Unter diesem Schutz wurde die ursprüngliche Kanzelbuche an die 300 Jahre alt, bis sie im August 2001 zusammenbrach. Der Baum hatte einen Stammumfang von rund 4,30 m und war aufgrund von Pilzbefall instabil. Aktuell stehen zwei Nachfahren der Kanzelbuche am Platz des ursprünglichen Baums.

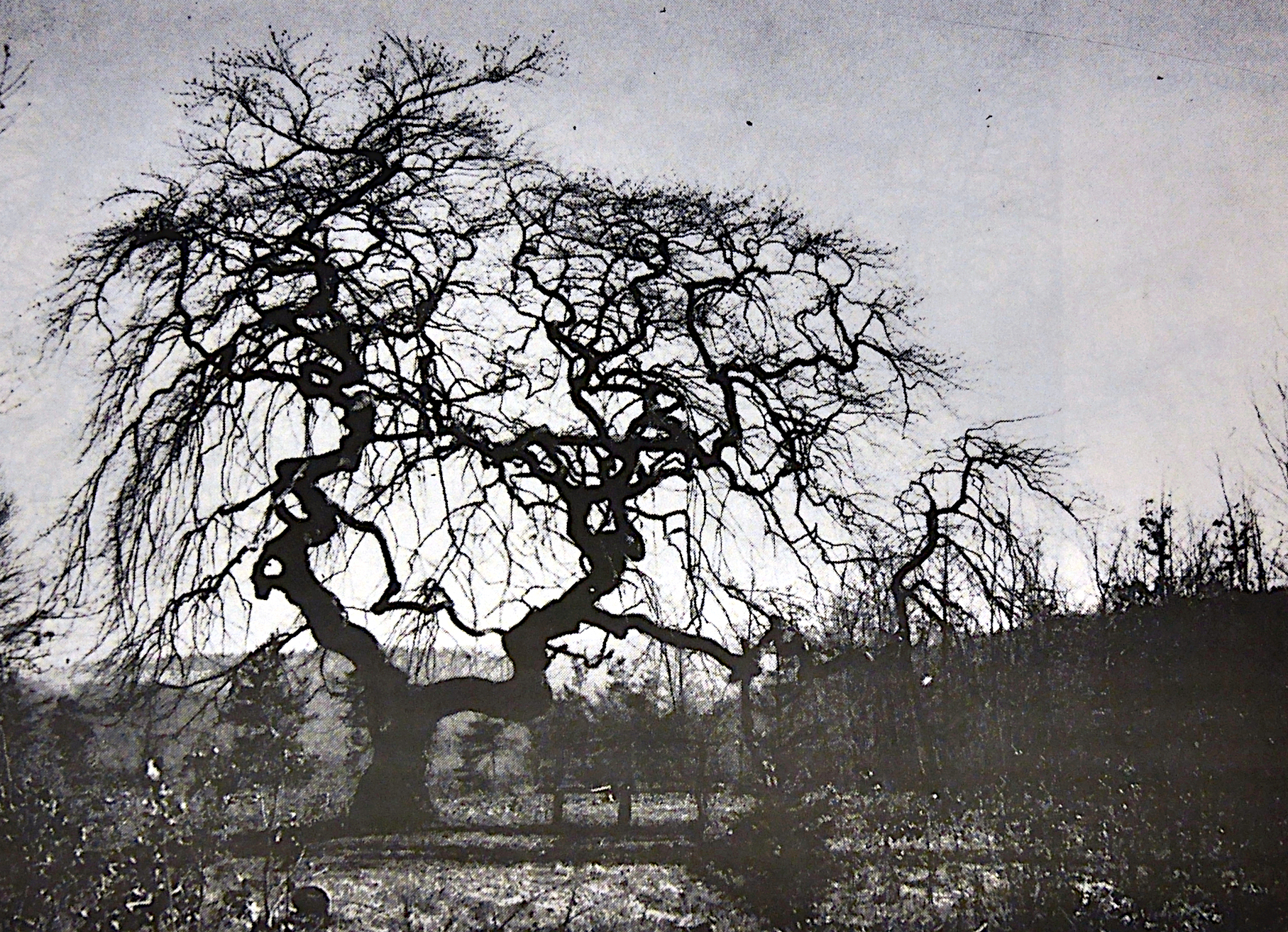
Die Kanzelbuche im Jahre 1910
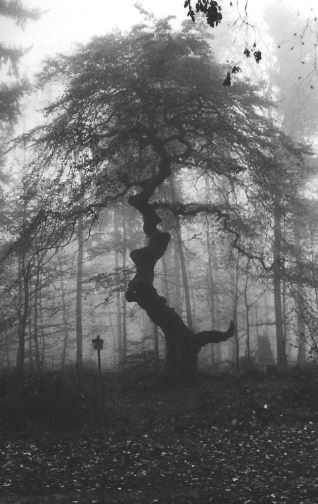
Die Kanzelbuche im Winter, Datum der Aufnahme unbekannt
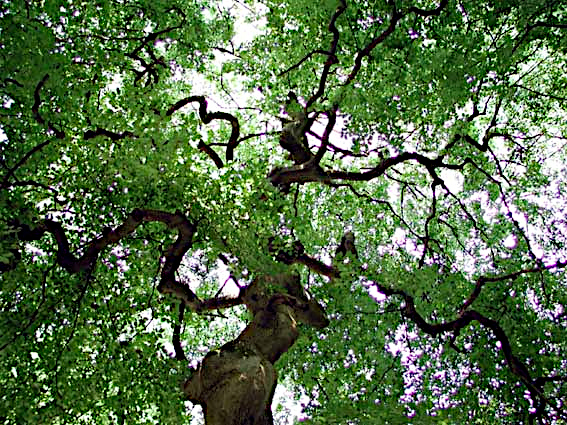
Die Kanzelbuche im Mai 2001
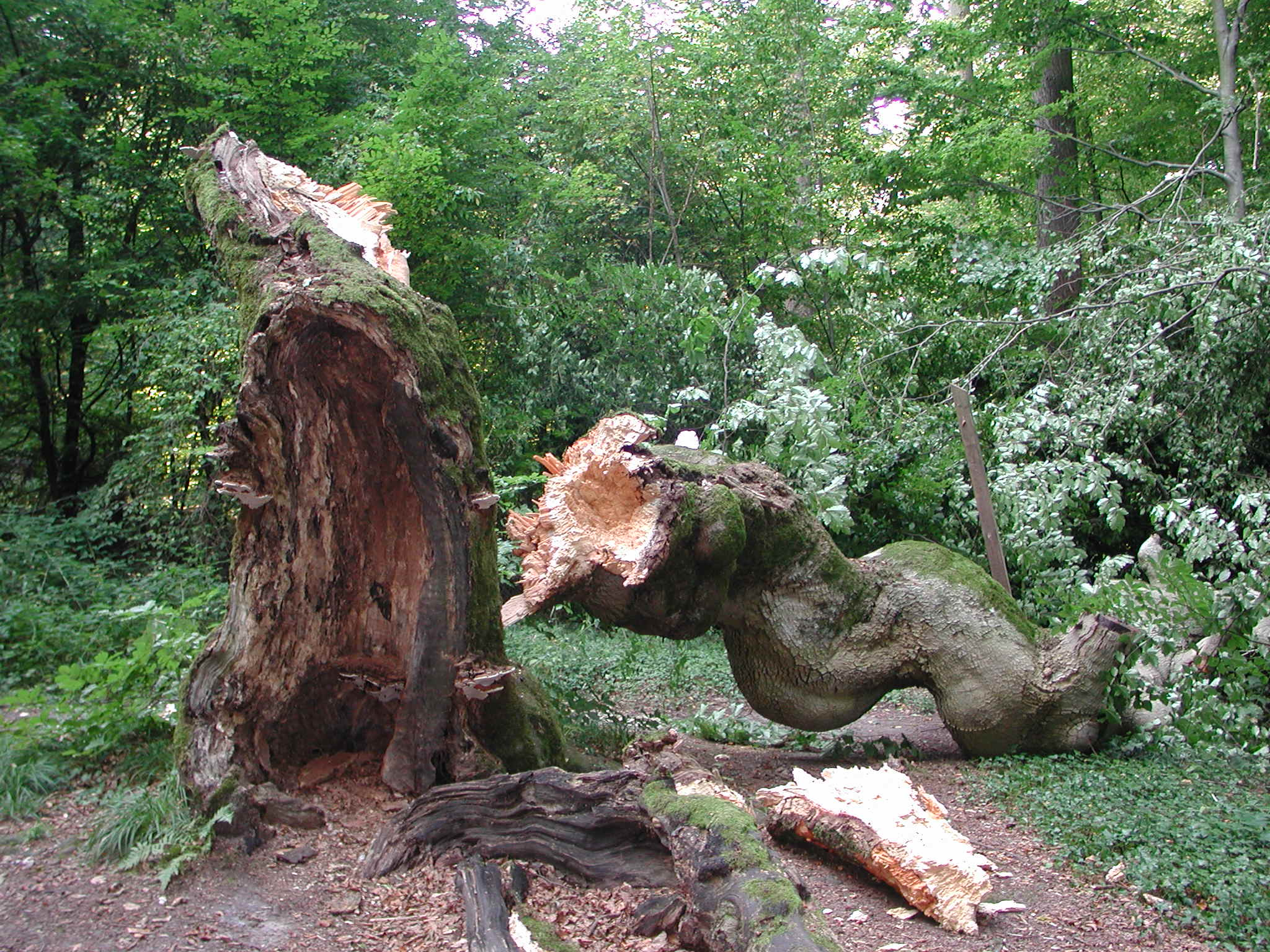
Die Kanzelbuche am 21. August 2001
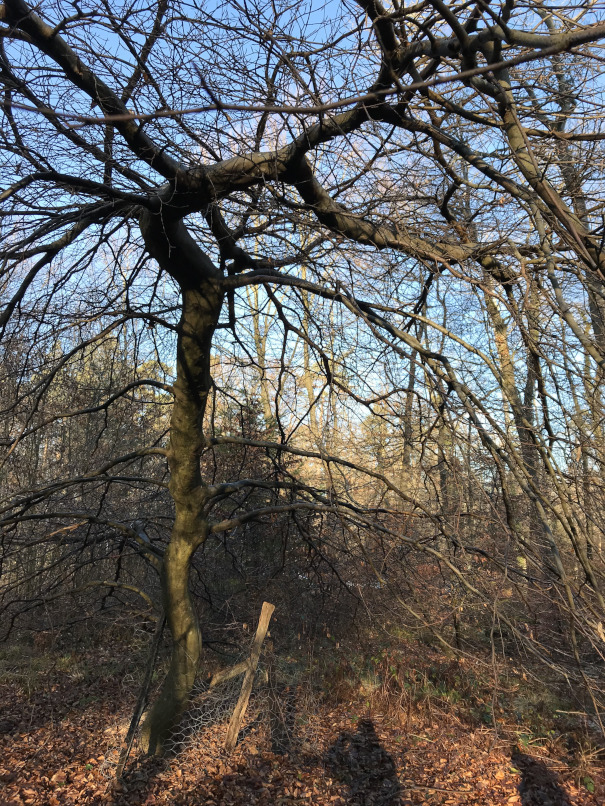
Nachfahre: Die junge Kanzelbuche am 6. Januar 2020
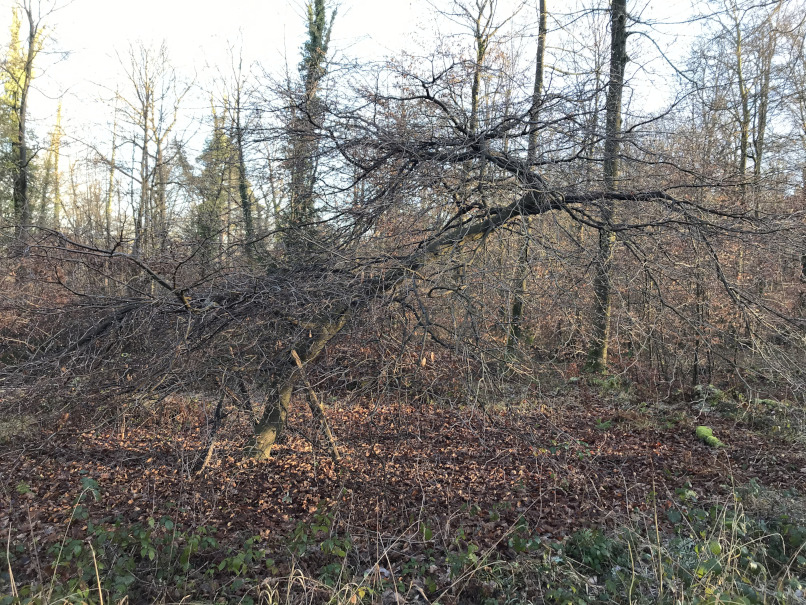
Nachfahre: Die junge Kanzelbuche am 6. Januar 2020

## Aufschrift der ehemaligen Informationstafel
„Die Kanzelbuche, auch Teufelsbuche genannt.
Die Kanzelbuche zeigt eine erbliche Abänderung (Mutation) der Rotbuche. Nach dem ‚verrenkten‘ (verschlungenen) Knickwuchs ihres Zweigwerks werden solche Wuchsformen der Rotbuchen auch ‚Renkbuchen‘ genannt.
König Friedrich soll zu Beginn des vorigen Jahrhunderts auf einer Jagd die Erhaltung des damals jungen, knickigen Stämmchens befohlen haben. Damit hätte der Baum heute ein Alter von über 250 Jahren. Das übertrifft die normale Lebensdauer einer Rotbuche bei weitem. Tatsächlich weist die Kanzelbuche auch schon schwere Altersschäden, insbesondere durch Pilzbefall auf. Schon in naher Zukunft kann ein Sturm den morschen Stamm zusammenbrechen lassen.
Um dieses einzigartige Naturdenkmal so lange wie möglich zu erhalten, wird der Baum dem besonderen Schutz der Waldbesucher empfohlen. Vor allem ist das für den Baum selbst, wie für die Besucher gefährliche Besteigen der Kanzelbuche, sowie jede Beschädigung des Baumes zu unterlassen.“

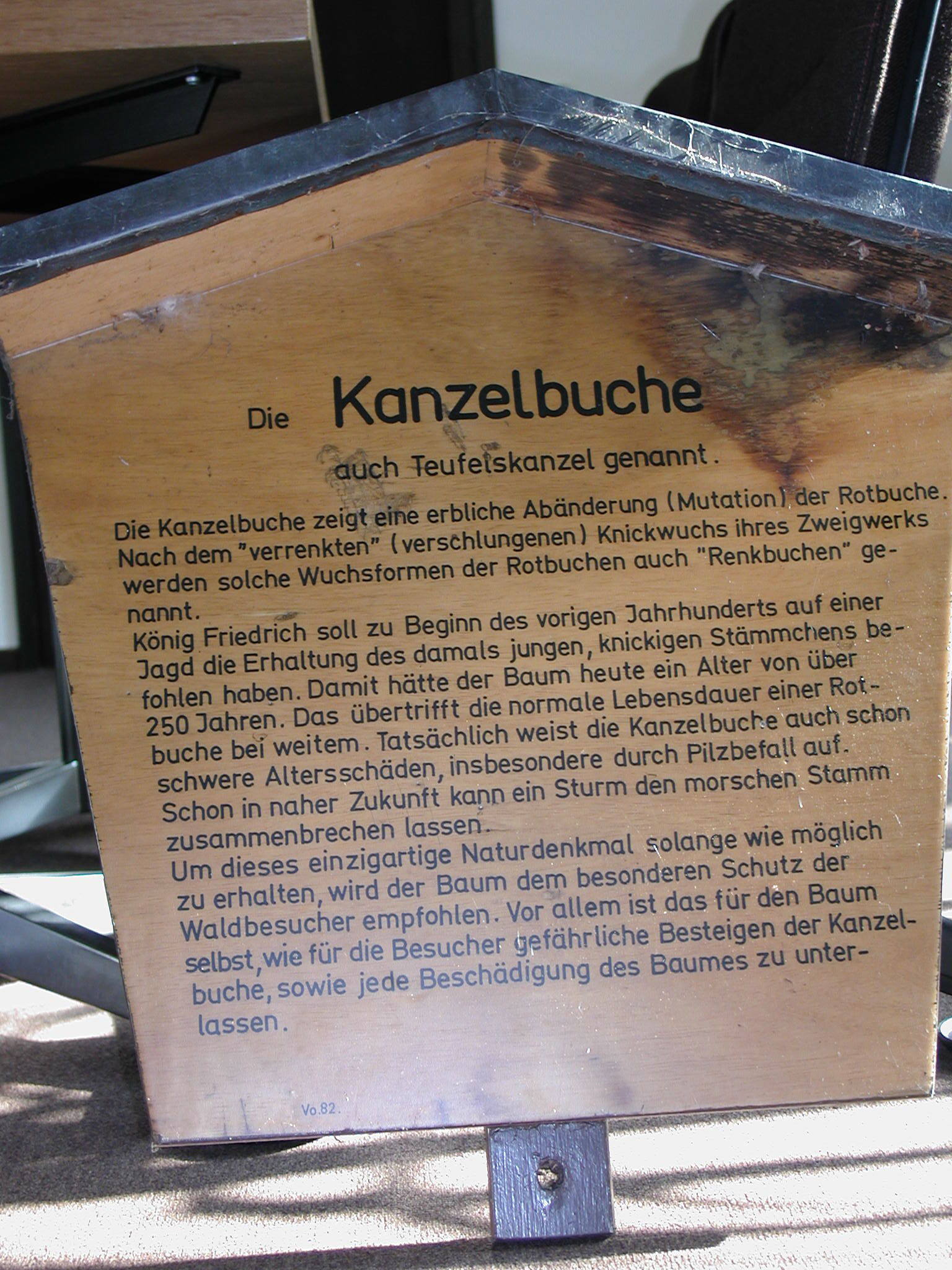
Ehemalige Informationstafel an der Kanzelbuche